# No Angel (Birdy)
No Angel è un singolo della cantante britannica Birdy, pubblicato nel 2013 ed estratto dal suo secondo album in studio Fire Within.

## Tracce
- Download digitale

1. No Angel – 4:03